# 田中智 (生物学者)
田中 智（たなか さとし）は、日本の生物学者。応用動物科学専攻。東京大学大学院農学生命科学研究科動物機能科学講座教授。

## 人物・経歴
山形県生まれ。秋田県育ち。1986年東北大学理学部生物学科卒業。1991年東北大学大学院理学研究科生物学専攻修了、理学博士、日本学術振興会特別研究員（東北大学理学部）。1992年東京大学農学部助手。1995年マウントサイナイ病院サミュエルルーネンフェルド研究所博士研究員。1996年Young Investigator Award, Rochester Trophoblast Conference受賞。1998年日本学術振興会リサーチ・アソシエイト（東京大学大学院農学生命科学研究科）。1999年東京大学大学院農学生命科学研究科助教授。2005年日本獣医学会評議員。2009年日本学術振興会科学研究費委員会専門委員。2012年日本繁殖生物学会学会機関誌編集委員。2017年東京大学大学院農学生命科学研究科教授。2022年度日本繁殖生物学会大会長。